# Нагареви
Нагареви (груз. ნაგარევი) — село в Грузии, на территории Тержольского муниципалитета края (мхаре) Имеретия.

## География
Село находится в западной части Грузии, к северу от реки Чишуры (правый приток Квирилы), на расстоянии 25 километров к северо-западу от города Тержола, административного центра муниципалитета. Абсолютная высота — 297 метров над уровнем моря.

## Население
По результатам официальной переписи населения 2014 года, в Нагареви проживало 279 человек (148 мужчин и 131 женщина). В национальной структуре населения грузины составляли 100 %.
| Год  | Население, человек |
| ---- | ------------------ |
| 2002 | 395                |
| 2014 | ↘ 279              |